# Късоопашата гургулица
Късоопашата гургулица (Streptopelia tranquebarica) е вид птица от семейство Гълъбови (Columbidae).

## Разпространение
Видът е разпространен в Бангладеш, Бутан, Виетнам, Индия, Индонезия, Камбоджа, Китай, Лаос, Мианмар, Непал, Пакистан, Тайланд, Филипините, Шри Ланка и Япония.